# Llanosuchus
Llanosuchus is een geslacht van uitgestorven notosuchide Mesoeucrocodylia, bekend uit de Los Llanos-formatie uit het Laat-Krijt van Argentinië. 
De typesoort Llanosuchus tamaensis werd in 2016 benoemd door Fiorelli e.a. De geslachtsnaam verwijst naar de Los Llanos-formatie. De soortaanduiding verwijst naar de herkomst bij het dorp Tama.
Het holotype is CRILAR-Pv 502. Het bestaat uit een gedeeltelijke schedel die dateert uit het Campanien.